# Semaeopus euthyoria
Semaeopus euthyoria là một loài bướm đêm trong họ Geometridae.